# 吳曾輝
吳曾輝（？年—？年），字子京，江蘇省陽湖縣人，監生，咸豐五年二月，防堵岀力儘先補用，咸豐七年三月署四川渠縣典史。咸豐八年因參與剿辦威寧土匪，補缺後以知縣用。同治七年（1868年）署、十三年（1874年）復署四川鄰水縣知縣。同治十年署崇慶州知州，同治十二年三月任，光緒二年閏五月回任威遠縣知縣。光緒六年告請終養。